# Seletice
Seletice (en allemand : Seletitz) est une commune du district de Nymburk, dans la région de Bohême-Centrale, en République tchèque. Sa population s'élevait à 216 habitants en 2020.

## Géographie
Seletice se trouve à 10,5 km au sud-ouest de Libáň, à 15,5 km au nord-est de Nymburk et à 55 km au nord-est de Prague.
La commune est limitée par Pěčice et Ledce au nord, par Košík à l'est, par Křinec au sud, et par Mcely et Jabkenice à l'ouest.

## Histoire
La première mention écrite de la localité date de 1437.

## Transports
Par la route, Seletice se trouve à 13 km de Libáň, à 20 km de Nymburk et à 67 km de Prague.